# Bambanani Mbane
Bambanani Mbane (Sterkspruit, 12 de março de 1990) é uma futebolista profissional sul-africana que atua como defensora.

## Carreira
Bambanani Mbane fez parte do elenco da Seleção Sul-Africana de Futebol Feminino, nas Olimpíadas de 2016. 